# Castellví de la Marca
Castellví de la Marca là một đô thị trong ‘‘comarca’’ Alt Penedès, Barcelona, Catalonia, Tây Ban Nha.

## Biến động dân số
| 1991 | 1996 | 2001 | 2004 |
| ---- | ---- | ---- | ---- |
| 1437 | 1461 | 1433 | 1522 |